# 张镈
张镈（1911年4月12日—1999年7月1日），字叔农，男，山东省无棣县人，生于广东广州，中国建筑家。末任两广总督张鸣岐第三子。

## 生平
张镈1930年考入东北大学建筑系，受教于梁思成、林徽因等人，次年九一八事变后转入国立中央大学建筑系学习，1934年毕业后进入基泰公司，受到前辈杨廷宝的影响很深。1941年，张镈主持实测了北京市内大量古建筑。
1949年，张镈为避兵火，一度随基泰公司移居香港。1951年年初，张镈辞职，返回新成立的中华人民共和国，成为北京市建筑设计院的总工程师之一。在此后的十余年间，张镈牵头设计了北京友谊宾馆、民族文化宫、人民大会堂、水产部办公楼等重要建筑。
文化大革命开始后，张镈以间谍的罪名被批鬥。1972年复出，负责了北京饭店东楼的设计工作。1990年，受其故乡无棣县政府之托，张镈设计了新海丰塔，新塔在原塔基遗址之南重建。
1999年，张镈因患癌症，在北京逝世。骨灰安葬在无棣县车王镇张氏族茔。